# Pollyanna McIntosh
Pollyanna McIntosh (Edimburg, 15 de març de 1979) és una actriu i ex model britànica.

## Biografia
Pollyanna McIntosh va néixer a Dunbartonshire, Escòcia. Des dels dos fins als cinc anys, ella i la seva família van viure a Portugal. Després van viure a Edimburg abans de traslladar-se a Colòmbia. El seu pare era actor, però es va convertir en un home de negocis que treballava per a una empresa de fils perquè pogués passar més temps amb la seva família. McIntosh va assistir a l'escola per a noies de St. George.
McIntosh va debutar com a actriu als 16 anys, apareixent al cinema i teatre independents de Londres com a actriu i directora. El 2004 es va traslladar a Los Angeles i va dirigir la producció escènica The Woolgatherer amb Anne Dudek i Dyan David Fisher. El 2005, va rebre el seu primer paper cinematogràfic a Headspace. L'any 2009 va protagonitzar Exam i va ser nominada tant al millor treball d'un novell als premis BAFTA com al premi Raindance als British Independent Film Awards. El 2011, va ser seleccionada per a la pel·lícula The Woman per la qual va ser nominada a la millor actriu als Fangoria Chainsaw Awards. El 2016 va ser elegida per interpretar a Angel a la sèrie de SundanceTV Hap and Leonard i l'any següent va ser seleccionada com Jadis ("Anne") en un paper principal a The Walking Dead. El seu primer llargmetratge com a guionista i directora, la pel·lícula de terror de tema social Darlin', es va estrenar al festival South-by-Southwest d'Austin, Texas, el març de 2019.
McIntosh també segueix una carrera en la moda i treballa en suport de l'organització benèfica per a joves, la Fundació Joshua Nolan.

## Vida personal
Va estar casada amb l'actor Grant Show del 2004 al 2011.

## Filmografia

### Cinema
| Any  | Títol                        | Paper             | Notes |
| ---- | ---------------------------- | ----------------- | ----- |
| 2005 | Headspace                    | Stacy             |       |
| 2007 | 9 Lives of Mara              | Mara/Maria        |       |
| 2007 | Sex and Death 101            | Golpeador (#64)   |       |
| 2009 | Exam                         | Brunette          |       |
| 2009 | Land of the Lost             | Pakuni Woman      |       |
| 2009 | All Ages Night               | Varela            |       |
| 2009 | Offspring                    | The Women         |       |
| 2010 | Burke and Hare               | Mary              |       |
| 2011 | The Woman                    | The Women         |       |
| 2012 | I Do                         | Catherine         |       |
| 2012 | The Famous Joe Project       | Nova              |       |
| 2013 | Blue Dream                   | Amanda            |       |
| 2013 | Love Eternal                 | Naomi Clarke      |       |
| 2013 | Noise Matters                | Rose              |       |
| 2013 | Filth                        | Size Queen        |       |
| 2013 | Carlos Spills the Beans      | Hot Girl          |       |
| 2013 | Como Quien No Quiere La Cosa | Missis Terrier    |       |
| 2014 | White Settlers               | Sarah             |       |
| 2014 | Let Us Prey                  | PC. Rachel Heggie |       |
| 2015 | Tales of Halloween           | Bobbie            |       |
| 2016 | Native                       | Matilda           |       |
| 2017 | Blood Ride                   | Trigga            |       |

### Televisió
| Any       | Títol                               | Paper                    | Notes                   |
| --------- | ----------------------------------- | ------------------------ | ----------------------- |
| 2007      | Bats 2                              | Katya Simonova           | Pel·lícula de televisió |
| 2009      | Taggart                             | Morag Shearer            | episodi: 25x01          |
| 2011      | Dani's House                        | Mystery Astronaut        | episodi: 4x07           |
| 2011      | Book Club                           | Sexy Yoga Student        | episodi: 1x04           |
| 2013      | Waterloo Road                       | Olivia McAllister        | episodi: 8x11           |
| 2013–2014 | M.I. High                           | Crime Minster/Jenny Lane | 13 episodis             |
| 2013      | Bob Servant Independent             | Philippa Edwards         | 5 episodis              |
| 2013      | Casualty                            | Georgia Bates            | episodi: 28x01          |
| 2016      | Hap and Leonard                     | Angel                    | 6 episodis              |
| 2017–2018 | The Walking Dead                    | Jadis/Anne               | 15 episodis             |
| 2017      | The Last Tycoon                     | Vera Chase               | episodi: 1x07           |
| 2020      | Chilling Adventures of Sabrina      | Metatron                 | episodi: 4x05           |
| 2021      | The Walking Dead: World Beyond      | Jadis/Anne               | 6 episodis              |
| 2022      | Vikings: Valhalla                   | Ælfgifu of Northampton   |                         |
| 2024      | The Walking Dead: The Ones Who Live | Jadis/Anne               | 3 episodis              |
| 2024      | Outer Banks                         | Dalia                    | episodis: 4x03-4x05     |

### Curtmetratges
| Any  | Títol           | Paper  | Notes |
| ---- | --------------- | ------ | ----- |
| 2012 | Him Indoors     |        |       |
| 2013 | Foxy and Marina |        |       |
| 2014 | The Herd        | Doctor |       |

### Doblatge
| Any  | Títol                       | Paper       | Notes |
| ---- | --------------------------- | ----------- | ----- |
| 2010 | Dante's Inferno             | Bella       |       |
| 2017 | Middle-earth: Shadow of War | Shelob      |       |
| 2023 | Forspoken                   | Tanta Prave |       |